# 陕西省地震局
陕西省地震局，是中国地震局和陕西省人民政府双重领导，以中国地震局为主的事业单位。根据陕西省人民政府授权，依法履行防震减灾主管机构的各项职责，承担本行政区域内防震减灾工作政府行政管理职能。

## 沿革
中华人民共和国成立之前，陕西省尚无专门的地震工作机构。1953年，中国科学院地球物理研究所在西北大学园内始建陕西境内第一个专业地震台站，1954年元月，正式投入观测。1966年，原中国科学院兰州地球物理研究所在陕西省境内相继勘选，建立了临潼、商县、华县、汉阴、汉中、耀县、乾县、延安、宝鸡等九个地震观测台站。
1970年3月17日至21日，陕西省革命委员会生产组在西安召开了陕西省首次地震工作会议。根据会议精神，同年8月1日正式成立了“陕西省地震工作队”，10月成立了“陕西省革命委员会地震工作小组”，下设地震办公室。为了适应迅速发甓的地震科学事业之需要，加强对全省地震工作的领导，1976年11月成立了陕西省革命委员会地震局。1977年10月，原陕西省地震队整建制地划归陕西省地震局。1986年7月，陕西省人民政府为加强对全省地震工作的领导。将原陕西省地震工作小组改为陕西省地震工作领导小组，并对领导小组成员进行了调整、充实。陕西省地震工作队于1970年8月1日经陕西省革命委员会计划委员会批准正式成立，对外办公。1971年5月陕西省地震工作队更名为陕西省地震队、1980年，改为陕西省地震局。

## 机构
- 办公室（政策法规处）
- 发展与财务处
- 人事教育处
- 监测预报处（科学技术处、外事办公室）
- 震害防御处（市县工作处）
- 应急救援处
- 纪检监察审计处
- 机关党委
- 离退休干部管理处。

陕西省地震局下设6个处级事业单位：
- 陕西省地震预报中心
- 陕西省地震监测中心
- 陕西省地震应急中心
- 陕西省防震减灾宣传教育中心
- 陕西省地震局条件保障中心
- 陕西省工程地震勘察研究院

## 职能
陕西省地震局主要职责有：
- 根据有关法律、法规、规章的规定，管理、监督、检查全省的防震减灾工作，负责拟定有关防震减灾的方针、政策，起草地方性法规、规章，制定规范性文件，并组织实施。
- 组织编制陕西省防震减灾规划和计划；推进防震减灾计划体制和相应经费渠道的建立和完善；管理、监督事业费、基本建设费和专项资金的使用。
- 负责建立地震监测预报工作体系。按照全国地震监测台网（站）建设规划，统一规划全省地震台网（站）及信息系统的建设，实现资源共享；制定全省地震监测预报方案并组织实施；管理省级地震监测台网（站）；负责提出地震预报意见；强化全省地震重点监视防御区的震情跟踪；对市、县地震监测台网（站）和群测群防工作实行行业管理；会同有关部门依法保护地震监测设施和地震观测环境；依法保护省内典型地震遗址、遗迹。
- 会同有关部门建立震灾预防工作体系。管理全省地震安全性评价工作，按职责权限审定地震安全性评价结果，确定抗震设防要求；检查、监督一般工业与民用建设工程的抗震设防要求；管理全省地震灾害预测；制定全省破坏性地震应急预案并检查落实情况；组织开展防震减灾知识的宣传教育工作，并按照有关规定审核防震减灾宣传报道 .
- 承担省政府抗震救灾指挥机构的办事机构职能；负责震情和灾情速报，会同有关部门组织地震灾害调查与损失评估；参与制定地震灾区重建规划。
- 会同有关部门建立地震紧急救援工作体系。开展地震应急、救援技术和装备的研究与开发；根据需要，会同有关部门组建和培训省地震紧急救援队伍；协助有关部门建立地震重点监视防御区的地震应急救援物资储备系统。
- 组织开展水库地震的监测和研究工作，会同有关部门防范地震次生灾害。承担国际禁止核试验的地震核查工作。
- 承担全省地震行政复议、行政诉讼工作；负责地震行业质量与技术监督管理工作；负责地震技术标准的宣传、贯彻、实施和监督；管理地震计量工作。
- 推进地震科学技术现代化；组织开展地震科学技术研究及其成果的推广应用；开展地震科学技术国际合作与交流；指导和管理与防震减灾事业有关的学会、协会工作。
- 领导下属单位；指导市、县防震减灾工作。
- 承担中国地震局和省政府交办的其他事项。